# Полоса HOV
Полоса HOV (англ. high-occupancy vehicle lane (HOV lane), дословно — «полоса для транспортных средств с высоким уровнем загрузки пассажирами») — полоса движения на автомобильной дороге, отделённая от других полос специальной дорожной разметкой или физическим барьером, и предназначенная только для транспортных средств, в которых едут водитель и по крайней мере один пассажир.
Такие полосы создают, чтобы увеличить среднюю загрузку авто пассажирами и тем самым уменьшить дорожные заторы и загрязнение воздуха. Как следствие, при той же интенсивности движения количество перевезённых лиц растёт в два-три раза.
Во многих случаях, кроме авто с несколькими пассажирами, полосы HOV могут использовать мотоциклы, чартерные автобусы, автомобили полиции и скорой медицинской помощи, так называемые экологичные автомобили или, за отдельную плату, авто с одним водителем. В последнем случае такие полосы называют HOT (англ. High-occupancy toll lane).
Основная философия HOV — изменить акцент в назначении автомагистралей: не для перемещения транспортных средств (ТС), а для перемещения людей. Такое изменение акцента не является автоматическим следствием дорожных заторов. Напротив, в последние два десятилетия, при увеличении частоты и продолжительности дорожных заторов, уровень загрузки автомобилей пассажирами постоянно уменьшается, приближаясь к 1,1 человека на одно транспортное средство. Чтобы изменить эту тенденцию, нужны конструктивные (сооружение или выделения HOV) и административные (законы и правила) мероприятия. В нормативных документах отдельно отмечается, что HOV не является только физическим объектом, предназначенным для перемещения большего количества людей, но и средством, которое меняет общество, побуждая его к использованию более эффективных способов транспортировки.

## История

### США
Задолго до появления идеи HOV в США в 1943 году был опубликован плакат, призывавший американцев не ездить в одиночестве и тем самым экономить горючее для армии. В конце 1960-х годов агитационные кампании подкреплялись конкретными шагами, чтобы стимулировать совместные поездки.
Первая HOV в Соединённых Штатах была открыта в 1969 году на автомагистралях I-95 и I-395 в северной Вирджинии и предназначалась только для автобусного движения. Через четыре года было разрешено пользоваться этой полосой также автомобилям с четырьмя или более лицами в салоне. С 1976 года полосы переведены в режим HOV 3+ (HOV-3). Автомобили, движущиеся по ним, имеют среднюю загрузку 3,7 человека, в то время как на других полосах загрузка составляет 1,1 человека на авто (по данным на 2005 год). При этом интенсивность движения на HOV составляет 1430 автомобилей в час против 2370 на общих полосах. То есть HOV предоставляет гораздо более комфортные условия езды.